# Serie A2 1982-1983 (pallavolo femminile)
La Serie A2 femminile FIPAV 1982-83 fu la 6ª edizione della manifestazione organizzata dalla FIPAV.

## Classifiche
| Pos. | Squadra                         | Pt | G  |
| ---- | ------------------------------- | -- | -- |
| 1.   | Gefran Cassano d'Adda           | 38 | 20 |
| 2.   | Jean d'Estrées Genova           | 34 | 20 |
| 3.   | Oreca Albizzate                 | 32 | 20 |
| 4.   | Geo Survey Offshore San Lazzaro | 28 | 20 |
| 5.   | Elecar Piacenza                 | 28 | 20 |
| 6.   | Geas Sesto San Giovanni         | 24 | 20 |
| 7.   | Goldoni Carpi                   | 24 | 20 |
| 8.   | Pallavolo Casalmaggiore         | 20 | 20 |
| 9.   | Pallavolo Cenate Sotto          | 10 | 20 |
| 10.  | Putinati Ferrara                | 10 | 20 |
| 11.  | Junior Casale Monferrato        | 10 | 20 |

| Pos. | Squadra                       | Pt | G  |
| ---- | ----------------------------- | -- | -- |
| 1.   | Libertas Caltagirone          | 34 | 20 |
| 2.   | Agfacolor Piombino            | 30 | 20 |
| 3.   | Mangiatorella Reggio Calabria | 30 | 20 |
| 4.   | D'Amico San Giovanni la Punta | 28 | 20 |
| 5.   | Cannizzaro Palermo            | 28 | 20 |
| 6.   | Polisportiva Roma XII         | 28 | 20 |
| 7.   | La Vecchia Marina Livorno     | 26 | 20 |
| 8.   | Tor Sapienza Roma             | 20 | 20 |
| 9.   | Le Chat Pescolanciano         | 20 | 20 |
| 10.  | Robur Scandicci               | 16 | 20 |
| 11.  | Edilcemento Gubbio            | 2  | 20 |

| Promosse in Serie A1 | Retrocesse in Serie B |